# Bazylika św. Piusa X w Lourdes
Bazylika św. Piusa X w Lourdes (fr. Basilique Saint-Pie X de Lourdes) – kościół rzymskokatolicki położony na terenie sanktuarium Matki Bożej w Lourdes. Zwana potocznie bazyliką podziemną, ponieważ znajduje się w całości pod ziemią.

## Architektura
Wielka podziemna bazylika św. Piusa X została zbudowana w latach 1957–1958 według projektu architekta Pierre’a Vago i konsekrowana 25 marca 1958, w święto Zwiastowania Najświętszej Maryi Panny i w 100. rocznicę objawień w Lourdes; konsekrującym był kardynał Roncalli, przyszły papież Jan XXIII. Zadaniem projektu było pomieszczenie mas pielgrzymów w budynku, który nie przesłaniałby istniejących bazylik i nie zakłócał swą potęgą kameralnego założenia miejsca pielgrzymek. Zadanie to rozwiązali konstruktorzy, tworząc potężną budowlę podziemną z betonu kablowego, nawiązującą do tradycji katakumb pierwszych chrześcijan. Pomimo trudności technicznych w czasie budowy roboty wykonano w ciągu niespełna roku, nie licząc robót przygotowawczych. Przekrycie olbrzymiej nawy głównej wykonano w ciągu 6 miesięcy kończąc je 30 stycznia 1958. Całkowity ciężar przekrycia łącznie z ciężarem pokrywającej go ziemi, wynosi ok. 18 000 ton. Plan kościoła tworzy elipsa wrysowana niemal całkowicie w teren, o dużej osi wynoszącej 201 i małej 81 m. Na obwodzie wewnętrznym muru oporowego opierają się nawy boczne o szerokości 10 m.
Bazylika znajduje się po drugiej stronie placu Różańcowego, naprzeciwko bazyliki Różańcowej (część jej zachodzi pod ulicę Boulevard Père Rémi Sempé). Do wnętrza prowadzi sześć wejść, przystosowanych również dla osób na wózkach inwalidzkich. Nawa jest owalna, ma 191 m długości i 61 m szerokości. Posadzka lekko zniża się w kierunku centrum bazyliki, gdzie znajduje się umieszczony na podwyższeniu ołtarz główny. Strop znajduje się na wysokości 10 m i jest podtrzymywany przez zespół 58 betonowych filarów i 29 betonowych dźwigarów, krzyżujących się na sklepieniu i nadającym całości kształt odwróconej łodzi. Powierzchnia bazyliki wynosi 12000 m². Może ona pomieścić 25000 ludzi.
W czasie pielgrzymek, od kwietnia do października w każdą niedzielę i środę w bazylice jest odprawiana msza międzynarodowa. W czasie niepogody w bazylice odbywa się procesja z Najświętszym Sakramentem.
Wystrój wnętrza stanowią 52 gemmail (francuski typ witraży) przedstawiające:
- w części wschodniej bazyliki: 15 stacji drogi krzyżowej
- na niższym poziomie części wschodniej: historię objawień Matki Bożej w Lourdes
- w części zachodniej: 15 tajemnic różańca.

## Organy
Organy znajdują się w południowej części bazyliki. Zostały one zbudowane w 1969 przez zakład organmistrzowski M. G. Pesce Facteurs d’Orgues Pau. W latach 1995–1997 zostały odrestaurowane. Mają 3585 piszczałek zgrupowanych w 54 głosy, podzielonych na 4 manuały i pedał.